# Asociación Cultural de Almadieros Navarros

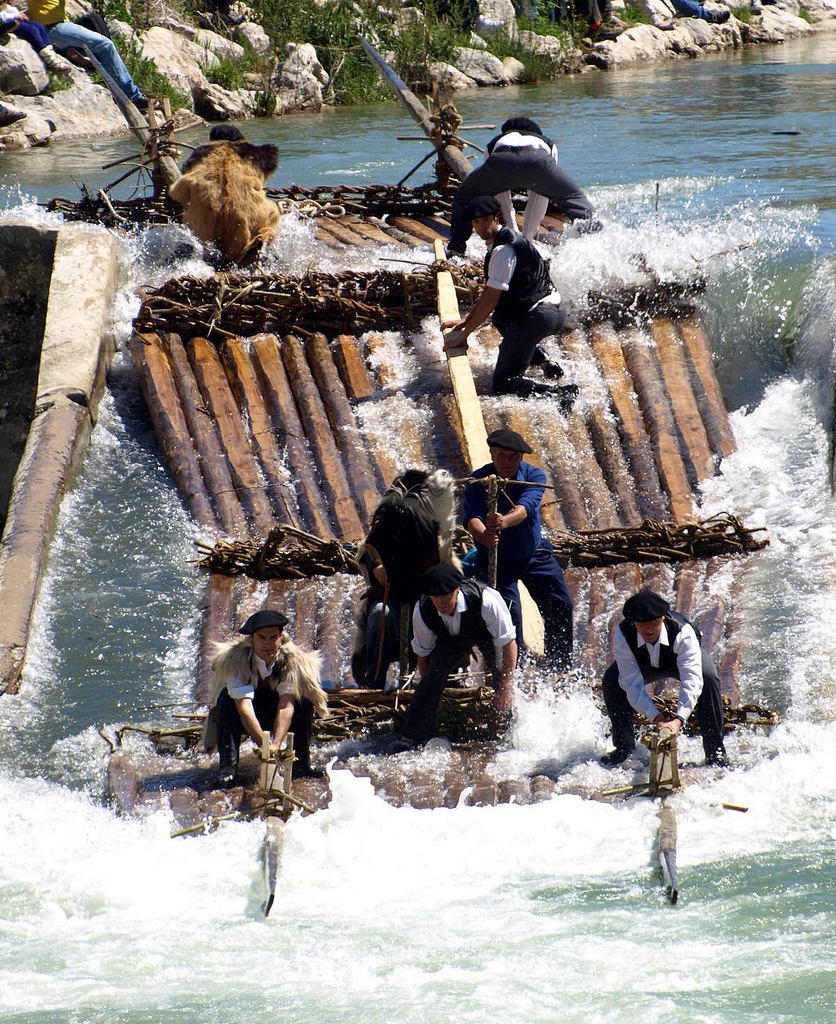
Imagen del Día de la almadía en el río Esca organizado por esta asociación.

La Asociación Cultural de Almadieros Navarros es una organización sin ánimo de lucro navarra fundada en 1992 y reconocida especialmente por realizar cada año el Día de la Almadía, una fiesta declarada Fiesta de Interés Turístico Regional en Navarra y Fiesta de Interés Turístico Nacional celebrada en la localidad navarra de Burgui (Valle de Roncal).
Además, esta asociación se encarga del Museo de la almadía y es miembro de la “Asociación Internacional de Almadieros y Navateros” junto con otras veinte asociaciones de Aragón, Cataluña, Francia, Italia, Canadá, Alemania, Austria, Noruega o Finlandia.

## Sede
Actualmente tiene su sede en la Plaza la Villa 1, en Burgui (Navarra).

## Junta directiva
Koldo Cilveti es actualmente el presidente.

## Otras actividades
Además de la organización de la fiesta de la almadía, también tiene protagonismo por la entrega de "La Almadía de Oro" a distintas personalidades navarras, así como por organización en la celebración de dos competiciones populares: El Cross Popular de la Almadía o el Concurso de Fotografía del Día de la Almadía que surgió a mediados de los años 90, entre otras actividades culturales como visitas guiadas, promoción turística, etc.
También colabora, junto con el Instituto Navarro de Tecnologías e Infraestructuras Agroalimentarias, en la celebración del comienzo de la campaña del Queso Roncal que se celebra cada año durante el Día de la Almadía.